# Maja Makovec Brenčič
 (juillet 2019).
Si vous disposez d'ouvrages ou d'articles de référence ou si vous connaissez des sites web de qualité traitant du thème abordé ici, merci de compléter l'article en donnant les références utiles à sa vérifiabilité et en les liant à la section « Notes et références ».
Maja Makovec Brenčič, née le 27 mai 1969 à Borovnica, est une économiste et femme politique slovène. 
Membre du SMC, elle a été ministre de l'Éducation, de la Science et des Sports de 2015 à 2018.